# 天主教加里薩教區
天主教加里薩教區（拉丁語：Dioecesis Garissaënsis）是肯亞一個羅馬天主教教區，屬蒙巴薩總教區。
1976年12月9日設宗座監牧區，1983年2月3日升為教區。
教區位於東北省。2006年有6,690名教友（佔轄區總人口0.9%）、六個堂區、十四名司鐸。現任教區主教為保祿·達馬寧。